# Plectorhinchus macrolepis
Plectorhinchus macrolepis är en fiskart som först beskrevs av Boulenger, 1899.  Plectorhinchus macrolepis ingår i släktet Plectorhinchus och familjen Haemulidae. Inga underarter finns listade i Catalogue of Life.